# Vallan
Vallan är en kommun i departementet Yonne i regionen Bourgogne-Franche-Comté i norra Frankrike. Kommunen ligger i kantonen Auxerre-Sud som tillhör arrondissementet Auxerre. År 2022 hade Vallan 675 invånare.

## Befolkningsutveckling
Antalet invånare i kommunen Vallan
| Referens: INSEE |